# 2019—2020年西南印度洋熱帶氣旋季
2019－2020年西南印度洋熱帶氣旋季在2019年7月22日開始。
此文內容只包含在西南印度洋形成的熱帶氣旋的介紹。
風暴是由留尼汪氣象部發出報告。如果一個熱帶低氣壓在南緯0-40度，東經31-55度之間增強為中度熱帶風暴的話，馬達加斯加就會為它命名。如果一個熱帶低氣壓在南緯0-40度，東經55-90度之間增強為中度熱帶風暴的話，毛里求斯就會為它命名。

## 已被國際命名的熱帶氣旋
- 如果一個熱帶低氣壓在南緯0-40度，東經31-90度之間增強為中度熱帶風暴的話，馬達加斯加或毛里求斯就會為它命名。由於每年都會有新的名字清單，所以不會停用名字。

以下所有氣旋的強度及其他相關資訊均以留尼汪氣象部公報為準。

### 熱帶氣旋貝爾納（Belna）
2019年12月3日晚間8時，留尼旺氣象部把集結在南緯6.8度，東經53.4度的熱帶擾動91S評為不穩定天氣區，給予編號02。
12月4日上午8時，聯合颱風警報中心對其發布熱帶氣旋形成警報。下午2時，留尼旺氣象部將其評為熱帶擾動。
12月5日凌晨2時，聯合颱風警報中心將其升格為熱帶風暴，給予熱帶氣旋編號02S。
12月6日凌晨2時，留尼旺氣象部將其升格為中度熱帶風暴，並命名貝爾納(Belna)。上午8時，留尼旺氣象部將其升格為強烈熱帶風暴，不久後，聯合颱風警報中心將其升格為一級熱帶氣旋。
12月11日，貝爾納離開馬達加斯加陸地，並在馬達加斯加東南方近海減弱消散。
聯合颱風警報中心在2021年9月15日發布的最佳路徑中，將其上調至105節（每小時195公里）。

### 特強熱帶氣旋安巴里（Ambali）
2019年12月4日上午8時，留尼旺氣象部把集結在南緯4.7度，東經64.5度的熱帶擾動92S評為不穩定天氣區，給予編號03。下午2時，聯合颱風警報中心對其發布熱帶氣旋形成警報，不久後，留尼旺氣象部將其升格為熱帶低氣壓。
12月5日凌晨2時，聯合颱風警報中心將其升格為熱帶風暴，給予熱帶氣旋編號03S。下午2時，留尼旺氣象部將其升格為中度熱帶風暴，並命名安巴里(Ambali)。晚間8時，留尼旺氣象部將其升格為強烈熱帶風暴，不久後，聯合颱風警報中心將其升格為一級熱帶氣旋。
12月6日凌晨2時，聯合颱風警報中心直接將其升格為三級熱帶氣旋，不久後，留尼旺氣象部直接將其升格為強烈熱帶氣旋。上午8時，留尼旺氣象部將其升格為特強熱帶氣旋，不久後，聯合颱風警報中心將其升格為四級熱帶氣旋。下午2時，留尼旺氣象部將其降格為強烈熱帶氣旋。
聯合颱風警報中心在2021年9月15日發布的最佳路徑中，將其上調至140節（每小時260公里）。

### 熱帶氣旋加爾維尼亞（Calvinia）
2019年12月28日下午02時，留尼旺氣象部把集結在南緯13.0度，東經58.7度的熱帶擾動96S評為不穩定天氣區，給予編號04。晚間8時，留尼旺氣象部將其評為熱帶擾動。
12月29日晚間8時，留尼旺氣象部將其升格為中度熱帶風暴，並命名為加爾維尼亞(Calvinia)，不久後，聯合颱風警報中心將其升格為熱帶風暴，給予熱帶氣旋編號05S。
30日下午2時，留尼旺氣象部將其升格為強烈熱帶風暴。31日下午2時，聯合颱風警報中心將其升格為一級熱帶氣旋。
2020年1月1日凌晨2時，留尼旺氣象部將其升格為熱帶氣旋。晚間8時，留尼旺氣象部判定其已轉為後熱帶氣旋。
聯合颱風警報中心在2021年9月15日發布的最佳路徑中，將其上調至75節（每小時140公里）。

### 強烈熱帶風暴黛安（Diane）
2020年1月22日晚間08時，留尼旺氣象部把集結在南緯16.8度，東經44.0度的熱帶擾動95S評為不穩定天氣區，給予編號06。
1月24日上午8時，留尼旺氣象部將其升格為熱帶低氣壓，不久後，聯合颱風警報中心對其發布熱帶氣旋形成警報。
1月25日凌晨2時，留尼旺氣象部將其升格為中度熱帶風暴，並命名為黛安（Diane）。上午5時，聯合颱風警報中心將其升格為熱帶風暴，給予熱帶氣旋編號10S。
1月26日上午8時，留尼旺氣象部將其升格為強烈熱帶風暴。晚間8時，留尼旺氣象部判定其已轉為後熱帶氣旋。
聯合颱風警報中心在2021年9月15日發布的最佳路徑中，將其上調至55節（每小時100公里）。

### 中度熱帶風暴伊薩米（Esami）
2020年1月24日下午02時，留尼旺氣象部把集結在南緯23.0度，東經66.1度的熱帶擾動97S評為熱帶擾動，給予編號07。晚間8時，留尼旺氣象部將其升格為熱帶低氣壓。
1月25日上午5時，聯合颱風警報中心直接將其升格為熱帶風暴，給予熱帶氣旋編號11S。上午8時，留尼旺氣象部將其升格為中度熱帶風暴，並命名為伊薩米（Esami）。
1月26日晚間8時，留尼旺氣象部判定其已轉為後熱帶氣旋。

### 中度熱帶風暴范斯高（Francisco）
2020年2月3日下午02時，留尼旺氣象部把集結在南緯13.3度，東經64.1度的熱帶擾動90S評為熱帶擾動，給予編號08。
2月4日下午2時，留尼旺氣象部將其升格為熱帶低氣壓。晚間11時，聯合颱風警報中心對其發布熱帶氣旋形成警報。
2月5日凌晨3時，聯合颱風警報中心將其升格為熱帶風暴，給予熱帶氣旋編號13S。上午11時，毛里求斯率先將其升格為中度熱帶風暴，並命名為范斯高（Francisco）。下午2時，留尼旺氣象部也將其升格為中度熱帶風暴。
2月6日上午8時，留尼旺氣象部判定其已進一步退化為不穩定天氣區。
2月11日，范斯高的殘餘雲系開始改向西北西移動並進入垂直風切較微弱的海域，進而使其獲得重新發展的機會。2月13日晚間8時，留尼旺氣象部重新將其升格為熱帶低氣壓。
2月14日凌晨2時，聯合颱風警報中心再次給予發展評級「低」，而同時，范斯高的微波雲圖中更有雲捲風眼的跡象。同日上午8時，聯合颱風警報中心跳過評級「中」和「高」，再次將其升格為熱帶風暴，並重新對其發報。
2月15日上午8時，聯合颱風警報中心再次將其降格為熱帶低氣壓。晚間8時，留尼旺氣象部判定其已登陸馬達加斯加，並將其降格為熱帶低氣壓。

### 熱帶氣旋加貝基爾（Gabekile）
2月12日，一個低壓在南印度洋中部形成，美國海軍研究實驗室給予擾動編號94S。
2月14日下午5時，聯合颱風警報中心對其發布熱帶氣旋形成警報。15日凌晨2時，留尼旺氣象部將其升格為熱帶擾動，給予編號09。上午8時，留尼旺氣象部將其升格為熱帶低氣壓，不久後，聯合颱風警報中心將其升格為熱帶風暴，給予熱帶氣旋編號16S。下午2時，留尼旺氣象部將其升格為中度熱帶風暴，並命名加貝基爾（Gabekile）。晚間8時，留尼旺氣象部將其升格為強烈熱帶風暴。
2月16日上午8時，留尼旺氣象部將其升格為熱帶氣旋，不久後，聯合颱風警報中心將其升格為一級熱帶氣旋。
聯合颱風警報中心在2021年9月15日發布的最佳路徑中，將其上調至90節（每小時165公里）。

### 強烈熱帶氣旋赫洛德（Herold）
3月12日晚間8時，留尼旺氣象部將位於馬達加斯加東北方近海的熱帶擾動91S判定為一不穩定天氣區，給予編號10。
3月13日下午2時，留尼旺氣象部將其升格為熱帶低氣壓，同時，聯合颱風警報中心將其升格為熱帶風暴，給予熱帶氣旋編號22S。
3月14日凌晨2時，留尼旺氣象部將其升格為中度熱帶風暴，並命名為赫洛德（Herold）。
3月15日凌晨2時，留尼旺氣象部將其升格為強烈熱帶風暴，同時，聯合颱風警報中心將其升格為一級熱帶氣旋。
3月16日凌晨2時，留尼旺氣象部將其升格為熱帶氣旋。
3月17日下午2時，聯合颱風警報中心將其升格為三級熱帶氣旋，同時，留尼旺氣象部將其升格為強烈熱帶氣旋。晚間8時，聯合颱風警報中心將其降格為二級熱帶氣旋，同時，留尼旺氣象部將其降格為熱帶氣旋。

### 強烈熱帶氣旋埃榮佐（Irondro）
2020年3月末，一個低壓在留尼汪東北方遠洋形成，美國海軍研究實驗室給予臨時編號91S。
系統在獲得編號後便開始快速整合，31日上午，聯合颱風警報中心把擾動發展評級提升為「低」。晚間8時，留尼汪氣象部和聯合颱風警報中心將評級提升為「高」和「中」。4月1日上午11時，聯合颱風警報中心將評級提升為「高」，並發布熱帶氣旋形成警報。下午6時，留尼汪氣象部將其判定為不穩定天氣區，給予編號11。
4月2日下午2時，留尼汪氣象部直接將其升格為中度熱帶風暴，並命名為埃榮佐（Irondro），而聯合颱風警報中心則於不久後跟隨升格為熱帶風暴，給予熱帶氣旋編號24S。
4月3日下午，埃榮佐發展出雲捲風眼，使得留尼汪氣象部將其升格為強烈熱帶風暴。晚間8時，聯合颱風警報中心將其升格為一級熱帶氣旋。隔天凌晨2時，留尼汪氣象部將其升格為熱帶氣旋。上午8時，聯合颱風警報中心將其升格為二級熱帶氣旋。下午2時，留尼汪氣象部將其升格為強烈熱帶氣旋，成為本年度第三個達到此強度的熱帶氣旋。
聯合颱風警報中心在2021年9月15日發布的最佳路徑中，將其上調至105節（每小時195公里）。

## 未被國際命名的熱帶氣旋
除了被命名的熱帶氣旋外，還有一些沒被命名的低氣壓和被聯合颱風警報中心認為是熱帶風暴的熱帶氣旋。以下列出那些熱帶氣旋的資料。

### 不穩定天氣區01
2019年7月24日凌晨02時，留尼旺氣象部把集結在南緯13.5度，東經68.6度的熱帶擾動96S評為不穩定天氣區，給予編號01。下午，留尼旺氣象部對其發出最後報告。

### 熱帶低氣壓05
1月18日，一個低壓在塞舌爾東南形成，美國海軍研究實驗室給予熱帶擾動編號94S。
1月19日上午5時，聯合颱風警報中心給予發展評級「低」。晚間10時，聯合颱風警報中心把評級升為「中」。
1月20日下午4時，聯合颱風警報中心對其發布熱帶氣旋形成警報。
1月22日晚間8時，聯合颱風警報中心將其升格為熱帶風暴，給予熱帶氣旋編號09S。

## 氣旋季影響
以下表格顯示了2019－2020年西南印度洋熱帶氣旋季的所有熱帶氣旋以及它們的登陸資料。在括號內的死亡人數屬於非直接，但仍與風暴有關的死亡。所有破壞及死亡數字都包括風暴在擾動及溫帶氣旋階段時的資料。
| 風暴名稱   | 持續日期          | 最高強度     | 持續風速      | 氣壓                           | 影響地區                         | 損失 （美元） | 死亡人數 | 來源 |
| ---------- | ----------------- | ------------ | ------------- | ------------------------------ | -------------------------------- | ------------- | -------- | ---- |
| 01         | 7月22日－7月24日  | 不穩定天氣區 | 每小時45公里  | 1,001百帕斯卡（29.56英寸汞柱） | 無                               | 無            | 無       |      |
| 貝爾納     | 12月3日－12月11日 | 熱帶氣旋     | 每小時155公里 | 955百帕斯卡（28.20英寸汞柱）   | 塞舌爾、馬約特、葛摩、馬達加斯加 | 未知          | 9        |      |
| 安巴里     | 12月3日－12月8日  | 特強熱帶氣旋 | 每小時220公里 | 930百帕斯卡（27.46英寸汞柱）   | 無                               | 無            | 無       |      |
| 加爾維尼亞 | 12月28日－1月1日  | 熱帶氣旋     | 每小時120公里 | 973百帕斯卡（28.73英寸汞柱）   | 毛里求斯、羅德里格斯             | 未知          | 無       |      |
| 05         | 1月21日－1月23日  | 熱帶低氣壓   | 每小時55公里  | 999百帕斯卡（29.50英寸汞柱）   | 無                               | 無            | 無       |      |
| 黛安       | 1月22日－1月26日  | 強烈熱帶風暴 | 每小時95公里  | 980百帕斯卡（28.94英寸汞柱）   | 馬達加斯加、毛里求斯、留尼汪     | 未知          | 31       |      |
| 伊薩米     | 1月24日－1月26日  | 中度熱帶風暴 | 每小時75公里  | 993百帕斯卡（29.32英寸汞柱）   | 羅德里格斯                       | 無            | 無       |      |
| 范斯高     | 2月3日－2月16日   | 中度熱帶風暴 | 每小時75公里  | 994百帕斯卡（29.35英寸汞柱）   | 馬達加斯加                       | 無            | 無       |      |
| 加貝基爾   | 2月14日－2月19日  | 熱帶氣旋     | 每小時130公里 | 980百帕斯卡（28.94英寸汞柱）   | 無                               | 無            | 無       |      |
| 赫洛德     | 3月12日－3月20日  | 強烈熱帶氣旋 | 每小時175公里 | 957百帕斯卡（28.26英寸汞柱）   | 馬達加斯加、特羅姆蘭島           | 無            | 無       |      |
| 埃榮佐     | 4月1日－4月6日    | 強烈熱帶氣旋 | 每小時175公里 | 945百帕斯卡（27.91英寸汞柱）   | 無                               | 無            | 無       |      |
| 杰魯托     | 4月13日－4月17日  | 中度熱帶風暴 | 每小時65公里  | 1,000百帕斯卡（29.53英寸汞柱） | 無                               | 無            | 無       |      |
| 季節總結   |                   |              |               |                                |                                  |               |          |      |
| 12個系統   | 7月22日－4月17日  |              | 每小時220公里 | 930百帕斯卡（27.46英寸汞柱）   |                                  | 未知          | 40       |      |

## 2019-20年風暴名單
西南印度洋的熱帶氣旋是由世界氣象組織西南印度洋熱帶氣旋委員會命名。由毛里裘斯、馬拉維、莫桑比克、納米比亞、塞舌爾、南非、斯威士蘭、津巴布韋、坦桑尼亞、博茨瓦納、科摩羅、萊索托和馬達加斯加提供名字。當熱帶氣旋在東經55度以西達到「中度熱帶風暴」的強度，位於馬達加斯加的熱帶氣旋警告中心就會為該系統命名。當熱帶氣旋在東經55度及東經90度之間達到「中度熱帶風暴」的強度，位於毛里裘斯的熱帶氣旋警告中心就會為該系統命名。本年未用名稱以灰色表示，黑體字表示今年已經使用過，粗體名稱表示該風暴活躍中，橙色表示下一個即將使用的熱帶氣旋名稱。每季風暴名稱僅使用一次，季後留尼旺氣象部會把已使用的名稱除名，未使用的名稱將會保留至下一輪中使用。
| - Ambali - Belna - Calvinia - Diane - Esami - Francisco - Gabekile - Herold - Irondro - Jeruto | - Kundai（未用） - Lisebo（未用） - Michel（未用） - Nousra（未用） - Olivier（未用） - Pokera（未用） - Quincy（未用） - Rebaone（未用） | - Salama（未用） - Tristan（未用） - Ursula（未用） - Violet（未用） - Wilson（未用） - Xila（未用） - Yekela（未用） - Zania（未用） |

## 外部連結
- 聯合颱風警報中心 (JTWC)（页面存档备份，存于）
- Météo-France La Réunion 法國氣象局 (RSMC La Réunion)（页面存档备份，存于）
- 世界氣象組織（页面存档备份，存于）